# 아펜첼

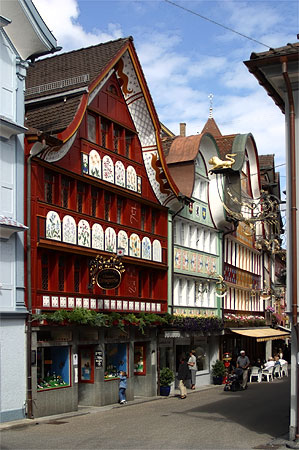
아펜첼

아펜첼(독일어: Appenzell)은 스위스 아펜첼이너로덴주의 주도로, 면적은 16.9km2, 높이는 780m, 인구는 5,618명(2004년 기준), 인구 밀도는 332명/km2이다.
1071년 "아바첼라"(Abbacella)라는 이름으로 문헌에 처음 등장했으며 1223년 "아빠스(수도원장)의 방"을 뜻을 가진 "아바티스첼라"(Abbatiscella)로 바뀌었다. 시 중앙에는 교구 교회, 1563년에 건설된 시 청사, 살레시스(Salesis) 주택, 클랑크스(Clanx) 성 유적, 주립 기록 보관소 유적이 남아 있다.